# Marquesado de Valencina
El marquesado de Valencina es un título nobiliario español creado por Felipe IV de España, con vizcondado previo de la Alquería, por Real Decreto el 5 de febrero de 1640 y Real Despacho del 29 de junio de 1642, a favor de Luis Ortiz de Zúñiga Ponce de León y Guzmán, señor de la villa de Valencina del Alcor que había comprado el 12 de junio de 1630, caballero de la Orden de Calatrava. Los marqueses de la Motilla sucedieron en el título y el mayorazgo, una vez extinguida la sucesión del primer titular, por ser descendientes de Beatriz Ponce de León, que había casado alrededor de 1527 con Alonso Fernández de Santillán, y era tía abuela del primer marqués.
Su nombre se refiere al municipio andaluz de Valencina de la Concepción, en la provincia de Sevilla, llamado hasta 1948, Valencina del Alcor.

## Marqueses de Valencina
- Luis Ortiz de Zúñiga Ponce de León y Guzmán (m. Sevilla, 23 de septiembre de 1646),[4] I marqués de Valencina[2][1] era hijo de Pedro Ortiz de Zúñiga y Ponce de León, señor de Valencina, y de Ana de Guzmán.[5]

Casó en primeras nupcias, antes de recibir el título, con Mencía Ortiz de Sandoval, hijo de Pedro Ortiz de Sandoval y de Francisca Manrique de Lara. Contrajo un segundo matrimonio con Francisca de Céspedes. Le sucedió su hijo del primer matrimonio:
- Alonso Ortiz de Zúñiga y Ortiz de Sandoval, II marqués de Valencina, caballero de la Orden de Calatrava.[6]

Contrajo matrimonio con su prima hermana, Mencía de Torres Ponce de León, hija de Francisco de Torres Ponce de León y de Antonia Manrique de Lara. El genealogista Diego Ortiz de Zúñiga dedicó el Discurso genealógico de los Ortizes de Sevilla (1670) a su tío, el marqués de Valencina, que había encargado la obra. Le sucedió su pariente:
- Álvaro Pantoja y Portocarrero, también llamado Álvaro Pantoja Pizarro, (m. 3 de junio de 1705), III marqués de Valencina y VI conde de Torrejón. Era hijo de Pedro Antonio Pantoja Portocarrero (m. después del 19 de septiembre de 1667) y de Antonia Pizarro Carvajal, V condesa de Torrejón.[9]  Sus abuelos paternos fueron Martín Pantoja Portocarrero y María de Sandoval Ortiz de Zúñiga, hermana del primer marqués de Valencina.

Casó el 13 de octubre de 1677 con Melchora María de Mendoza y Caamaño (m. 30 de abril de 1716). Le sucedió su hijo:
- Félix Francisco Pantoja de Carvajal (m. 11 de agosto de 1747), IV marqués de Valencina y VII conde de Torrejón.[9]

Contrajo matrimonio el 24 de febrero de 1707 con María Josefa Bellvís Moncada y Exarch (m. 21 de diciembre de 1758). Le sucedió su hijo:
- Antonio María Pantoja y Bellvís de Moncada (m. 7 de febrero de 1778), V marqués de Valencina, VIII conde de Torrejón,[10] VIII de Villaverde, alférez mayor de Toledo, Gentilhombre de Cámara de S.M. el rey con ejercicio.[2] Fue académico de la Real Academia de Bellas Artes de San Fernando.[10]

Casó en dos ocasiones: la primera el 12 de junio de 1741 con María Francisca Abarca de Bolea (m. 20 de enero de 1770) y en segundas nupcias el 10 de diciembre de 1770 con María Manuela Fernández de Córdoba Mendoza y Pimentel, V condesa de Torralba. Le sucedió su hermana.
- María Blasa Pantoja y Bellvís de Moncada (m. 15 de diciembre de 1793), VI  marquesa de Valencina y IX condesa de Torrejón,[9] y IX condesa de Villaverde.

Casó el 13 de junio de 1736 con Rodrigo Antonio de Caamaño Mendoza y Barrionuevo. Le sucedió en el título condal su parienta Teresa Pizarro Carvajal y Godoy y en el marquesado su pariente:
- Ignacio José Fernández de Santillán y Villacís (Sevilla, 5 de noviembre de 1734-Sevilla, 28/29 de mayo de 1804), VII marqués de Valencina,[a] V marqués de la Motilla,[b] IV conde de Casa Alegre, alcalde de la Hermandad por el estado noble de Huévar del Aljarafe.[12] Era hijo póstumo de Francisco Ignacio Fernández de Santillán y Lasso de la Vega, III marqués de Motilla, y de Inés Josefa de Villacís e Irigoyen, señora de Moreda y Pozoblanco que heredó su hijo.[13]

Contrajo primeras nupcias el 30 de abril de 1753 con Mariana Pacheco Portocarrero y Córdoba, hija de Luis Pacheco Portocarrero y Vega, III marqués de la Torre de las Sirgadas, y de María de la Cabeza de Córdova Lasso de la Vega. No hubo sucesión de este matrimonio. Se casó en segundas nupcias el 29 de septiembre de 1784 con Ignacia Rafaela de Valdivia y Fernández de Córdoba, VIII condesa de Torralva, hija de Gabriel de Valdivia y Corral y de su segunda esposa, Joaquina Fernández de Córdoba Heredia y Carvajal. Le sucedió su hija:
- Manuela Joaquina Fernández de Santillán y Valdivia (Sevilla, 27 de marzo de 1791-Sevilla, 21 de julio de 1834), VIII marquesa de Valencina, VI marquesa de la Motilla, V condesa de Casa Alegre y VIII de Torralva.

Casó en Cádiz el 13 de febrero de 1810 con Antonio José Desmassières y Flórez (Pravia, 30 de septiembre de 1793-Sevilla, 22 de julio de 1834), caballero de la Orden de Santiago en 1825. Le sucedió su hijo:
- Fernando Desmaissières y Fernández de Santillán (Cádiz, ?-22 de abril de 1857),  IX marqués de Valencina, VII marqués de la Motilla, VI conde de Casa Alegre y IX conde de Torralva. Fue senador vitalicio del reino y el último poseedor del mayorazgo de su casa como consecuencia de la Ley desvinculadora[17] del 11 de octubre de 1820 y a partir de entonces, el título pudo ser heredado por mujeres.

Casó el 15 de abril de 1839, en Sevilla, con Francisca de Paula Creus y Cabrera sin que hubiese descendencia de este matrimonio. Le sucedió su hermano.
- Miguel Ángel Desmaissières y Fernández de Santillán (Madrid, 15 de enero de 1816-Sevilla, 29 de noviembre de 1882), X marqués de Valencina, VIII de Motilla, VII conde de Casa Alegre y X de Torralva.

Casó en Sevilla el 19 de agosto de 1854 con María Josefa Farina y Plasencia, viuda de Francisco Plasencia y Fuentes Calderón que fueron los padres del I conde de Santa Bárbara, Augusto Plasencia y Fariña. Era hija de Domingo Farina y Ricardo y de María Salomé Plasencia y Calderón. Le sucedió su hija:
- Matilde Desmassières y Farina (Sevilla, 17 de mayo de 1850-Sevilla, 19 de octubre de 1917),  XI marquesa de Valencina,[d] Su hermano Miguel Ángel sucedió en los otros títulos y fue el IX marqués de Motilla y VIII conde de Casa Alegre.[21]

Contrajo matrimonio en Sevilla el 29 de mayo de 1869 con Pedro de Solís y Lasso de la Vega (1 de febrero de 1844-9 de mayo de 1891), hijo de Manuel Francisco de Solís y Jácome y de María de Gracia Lasso de la Vega y Quintanilla. Le sucedió su hijo:
- Manuel de Solís y Desmassières (Sevilla, 10 de abril de 1881-Sevilla, 29 de abril de 1928), XII marqués de Valencina, diputado en las Cortes, maestrante de Sevilla y autor.[23]

Casó el 16 de marzo, en Sevilla, con María Antonia Atienza y Benjumea (9 de octubre de 1898-14 de febrero de 1976), hija de Rafael Atienza y Ramírez Tello de Valladares, marqués de Salvatierra y de Paradas, y su esposa Ana María Benjumea y Medina. Le sucedió su hijo:
- Rafael de Solís y Atienza (San Sebastián, agosto de 1922-Sevilla, 11 de octubre de 1974), XIII marqués de Valencina,[e] soltero y sin descendencia,[25] fue asesinado en octubre de 1974.[26] Le sucedió su hermano:

- Fernando de Solís-Beaumont y Atienza (Málaga, 10 de septiembre de 1921-Madrid, 17 de noviembre de 1996),[27] XIV marqués de Valencina,[28] X marqués de la Motilla, X conde de Casa Alegre y XII conde de Torralva.[29]

Contrajo matrimonio en Madrid el 18 de junio de 1946 con Isabel Martínez de Campos y Rodríguez (m. 2017), hija de Arsenio Martínez de Campos y de la Viesca, II duque de Seo de Urgel, III marqués de Martínez Campos, dos veces grande de España y III marqués de Viesca de la Sierra, y de María de los Dolores Rodríguez Limón. Le sucedió su hijo:
- Miguel Ángel de Solís-Beaumont y Martínez de Campos (n. 1 de mayo de 1947), XV marqués de Valencina y XI marqués de la Motilla,[31]

Casó en Sevilla el 7 de mayo de 1977 con María del Carmen Tello Barbadillo. En 2012 cedió el título de marqués de Valencina a su hijo:
- Miguel Ángel de Solís y Tello Farfán de los Godos (Sevilla, 27 de marzo de 1978-),[33] XVI marqués de Valencina[34]

Casó en Sevilla el 7 de junio de 2014 con Paloma Valenzuela Abaurre.